# Gillmans smedja
Gillmans smedja är en museibyggnad på Bolagsområdet i Virserum.
Den Gillman som smedjan är namngiven efter hade hand om maskinparken på Oskar Edvard Ekelunds Snickerifabrik i Virserum. Den ursprungliga Gillmans smedja låg inne på Bolagsområdet uppströms vid torkladan, men var i så dålig skick att den revs. Den nuvarande smedjan är en liten mekanisk verkstad med ässja.
Gillmans smedja innehåller också en utställning om Demanders verktygsfabrik i Virserum.